# Мирний (аеропорт)
Мирний (рос. Аэропорт Мирный) (IATA: MJZ, ICAO: UERR) - аеропорт міста Мирний, Якутія, Росія. Розташовано за 4 км від міста. Аеропорт є базовим для Alrosa Mirny Air Enterprise.

## Приймаємі типи повітряних суден[3]
Ил-76, Ил-62 (з обмеженнями по масі), Ту-154, Ту-204, Ту-214, Airbus A319, Airbus A320 і всі більш легкі, вертольоти всіх типів.

## Авіалінії та напрямки, листопад 2020
| Авіакомпанія                | Пункт призначення                                                                                             |
| --------------------------- | --- |
| Alrosa Mirny Air Enterprise | Іркутськ, Краснодар, Красноярськ-Ємельяново, Москва-Домодєдово, Новосибірськ, Полярний, Якутськ, Єкатеринбург |
| Angara Airlines             | Іркутськ, Новосибірськ                                                                                        |
| NordStar                    | Красноярськ-Ємельяново                                                                                        |
| S7 Airlines                 | Москва-Домодєдово, Новосибірськ                                                                               |
| Yakutia Airlines            | Хабаровськ, Якутськ                                                                                           |